# Parit Pudin
Parit Pudin is een bestuurslaag in het regentschap Tanjung Jabung Barat van de provincie Jambi, Indonesië. Parit Pudin telt 6965 inwoners (volkstelling 2010).